# 末永和子
末永 和子（すえなが かずこ）は、日本のエッセイスト。鳥取県米子市出身。

## 来歴
鳥取県立米子西高等学校（65期）、1977年駒澤大学文学部社会学科卒業。旧姓、井上。
1992年から2013年までカナダへの渡航を続け、その間、1998年より2000年はバンクーバーに家族と共に居住。京都文化博物館にて英語のボランティアガイド。2003年3月、第3回世界水フォーラムにボランティア英語通訳として参加。
2008年「扉を開けると - カナダロングステイ850日」、2014年「カナダを耕した家族の物語 - ヨーロッパから、そして日本から」を刊行。
「鳥取学出前講座」講師、駒澤大学同窓会派遣講師を歴任。京都市在住。

## 著作
- 「扉を開けると - カナダロングステイ850日」叢文社 2008年6月。ISBN 4794705573[8]
- 「カナダを耕した家族の物語 - ヨーロッパから、そして日本から」叢文社 2014年7月。ISBN 978-4794707277 （日本図書館協会選定図書）[9]